# House Flipper
House Flipper é um jogo eletrônico de simulação desenvolvido pela Empyrean e publicado pela PlayWay SA, lançado em 17 de maio de 2018. Em 12 de julho de 2020 foi lançado para Nintendo Switch.

## Jogabilidade
A jogabilidade envolve administrar seu próprio negócio consertando propriedades para gerar lucro. As tarefas que podem ser executadas incluem pintura, limpeza, demolição, decoração, etc. Os jogadores podem consertar e personalizar suas próprias casas, consertar casas em missões e comprar casas para consertar e vender.

## Recepção
House Flipper tornou-se um best-seller na Steam.
O jogo recebeu "críticas mistas ou medianas" de acordo com o agregador de críticas Metacritic. Diversos analistas comentam que consertar as casas é satisfatório, enquanto questionam sua jogabilidade a longo prazo. Kotaku afirmou que acha satisfatório consertar casas que são "muitas vezes extremamente nojentas ou feias" e que "manifestar sua visão de uma casa decente e vendável entre esse monte de lixo é incrível - especialmente porque isso acontece em um escala granular." Game Informer ofereceu uma crítica mais mista, escrevendo que "consertar (flipping) as primeiras casas é divertido, mas o jogo não tem o escopo ou a flexibilidade para permanecer interessante por muito tempo". Já PC Gamer foi crítico, afirmando: "Há uma satisfação definitiva em pegar um quarto nojento e torná-lo agradável, e é muito legal que você possa derrubar (e reconstruir) paredes, mas eu simplesmente não acho o ato de vagarosamente pintar e limpar mecanicamente divertido, especialmente com sabendo que minha casa real poderia fazer com um pouco disso."

### Prêmios
House Flipper foi premiado Melhor Jogo Polonês Independente de 2018 pelo Poznań Game Arena.
Também foi nomeado para o prêmio "Game, Simulation" da National Academy of Video Game Trade Reviewers Awards.